# Бањани (Чучер-Сандево)
Бањани или Бањане су насеље у Северној Македонији, у северном делу државе. Бањани су насеље у оквиру општине Чучер-Сандево.
Бањани имају велики значај за српску заједницу у Северној Македонији, пошто Срби чине значајну мањину у насељу.

## Географија
Бањани су смештени у северном делу Северне Македоније. Од најближег града, Скопља, село је удаљено 16 km северно.
Село Бањани се налази у историјској области Црногорје, у јужној подгорини Скопске Црне горе, на приближно 520 метара надморске висине. Северно од насеља издиже се планина, а јужно се пружа Скопско поље.
Месна клима је континентална.

## Историја
У месту је између 1868-1874. године радила српска народна школа. По законским прописима султановом дозволом ту је српска школа опет отворена крајем 19. века. У њој је 1899. године прослављена школска слава Св. Сава. У цркви посвећеној Св. великомученику Георгију служио је поп Стева Бошковић. У школи је пререзан славски колач са земљорадником кумом славе Лазом Петковићем. Одређен је школски домаћин за следећу годину - Пера Кајовић. Светосавску беседу је изговорио учитељ Бојко Ц. Кајовић, а затим и други учитељ Благоје Петровић.
Године 1899. Бањане је место наклоњено Србима, у којем су 70 кућа, православна црква посвећена Св. Ђорђу и два православна манастира: Св. Илије и Благовештења.

## Становништво
Бањани су према последњем попису из 2021. године имали 527 становника. Почетком 20. века Срби су били искључиво становништво у селу.
Претежна вероисповест месног становништва је православље.
| Национални састав према попису из 2021.‍ | Национални састав према попису из 2021.‍ | Национални састав према попису из 2021.‍ | Национални састав према попису из 2021.‍ | Национални састав према попису из 2021.‍ |
| --------------------------------------- | --------------------------------------- | --------------------------------------- | --------------------------------------- | --------------------------------------- |
|                                         |                                         |                                         |                                         |                                         |
| Македонци                               | Македонци                               |                                         | 255                                     | 48,4%                                   |
| Срби                                    | Срби                                    |                                         | 215                                     | 40,8%                                   |
| непописани                              | непописани                              |                                         | 50                                      | 19,5%                                   |